# Polypogon plumigeralis
'Polypogon cây mậnigeralis) là một loài bướm đêm thuộc họ Noctuidae. Nó được tìm thấy ở miền trung và miền nam châu Âu, Bắc Phi, miền bắc Iran và Afghanistan. Loài này phân bố ở Cận Đông. In the Levant nó được tìm thấy ở Liban, Israel và Jordan.
Con trưởng thành bay từ tháng 4 đến tháng 5 in Israel. Có hai lứa trưởng thành một năm.
Ấu trùng ăn nhiều cây rụng lá, cây bụi và cây thân thảo, bao gồm Rubus, Sarothamnus, Rosa, Cytisus và Hedera helix.